# Gheorghe Stănică
Gheorghe Stănică (n. secolul al XX-lea – d. 18 mai 1944) a fost un pilot român de aviație, as al Aviației Române din cel de-al Doilea Război Mondial.
A absolvit Școala militară de ofițeri de aviație în 1932 și a fost înaintat la gradul de locotenent aviator pe 1 aprilie 1937.
A fost înălțat la gradul de căpitan aviator pe data de 24 ianuarie 1942.